# 급경사면
급경사면 또는 에스카프먼트(Escarpment)는 단층이나 침식의 결과로 형성된 가파른 경사면이나 긴 절벽으로, 서로 다른 고도를 갖는 상대적으로 평평한 두 지역을 분리한다.
좀 더 느슨하게 말하면, 급경사(scarp)라는 용어는 해안 저지대와 대륙 고원 사이의 지역을 의미하며, 고원 기저부의 해안 침식으로 인해 고도가 급격하게 변화하는 것을 보여준다.

## 중요한 급경사면

### 아프리카
- 마다가스카르 - 동부 연안

### 아시아
- 빈디아산맥 - 인도
- 서고츠산맥 - 인도

### 오스트레일리아, 뉴질랜드
- 서던알프스산맥 서쪽 급경사면

### 유럽
- 영국
  - 코츠월즈 급경사면
- 스코틀랜드
  - 스카이섬

### 북아메리카
- 시에라네바다산맥 (미국)

### 남아메리카
- 브라질
  - 남동부 대서양림 보호지역(상파울루주)

## 같이 보기
- 구조평야